# Демократична партія (Монголія)
Демократична партія Монголії (монг. Ардчилсан Нам, ᠠᠷᠠᠳᠴᠢᠯᠠᠭᠰᠠᠨ ᠨᠠᠮ) — політична партія Монголії, за ідеологією є правоцентристською та ліберально-консервативною.
Після Демократичної революції в Монголії у 1990 році, була введена багатопартійна система. У грудні 2000 року п'ять політичних партій об'єдналися в сьогоднішню Демократичну партію.

## Історія
Наприкінці листопада 1989 року молоді художники та інтелектуали, які брали участь у другій національній конференції молодих художників в Улан-Баторі, відкрито викрили проблеми та порушення, що накопичилися в суспільстві того часу, різко критикували повільні та пасивні дії влади. Група молодих людей, які брали участь у зустрічі, заявили, що створять політичну організацію, спрямовану на прискорення змін і реформ, і створили Монгольський демократичний союз.
18 лютого 1990 року Демократичний союз провів свій перший з'їзд і ухвалив рішення про створення Монгольської демократичної партії.
08-09 квітня 1990 р. відбувся з'їзд МОАН, затверджено статут партії, обрано Е.Бат-Уула генеральним координатором партії, яка була юридично зареєстрована у Верховному суді МНР у травні 1990 р. Таким чином, створення MoAn було історично важливою подією, яка лягла в основу багатопартійної системи для справжнього впровадження демократії та ознаменувала початок нового варіанту розвитку для Монголії.
У 2000 році Демократична партія Монголії, Національно-демократична партія Монголії, Соціал-демократична партія Монголії, Партія Відродження Монголії та Релігійно-демократична партія Монголії об’єдналися, щоб стати «Демократичною партією». У 1992-1996 роках партія сформувала «Коаліцію демократичного союзу» і мала більшість у парламенті в 1996-2000 та 2012-2016 роках.